# A Gyilkos hajsza epizódjainak listája
Ez a cikk a Gyilkos hajsza című sorozat epizódjait listázza.

## Évados áttekintés
| Évad | Évad | Epizódok | Eredeti sugárzás | Eredeti sugárzás  | Eredeti adó | Magyar sugárzás     | Magyar sugárzás      | Magyar adó |
| Évad | Évad | Epizódok | Évadpremier      | Évadfinálé        | Eredeti adó | Évadpremier         | Évadfinálé           | Magyar adó |
| ---- | ---- | -------- | ---------------- | ----------------- | ----------- | ------------------- | -------------------- | ---------- |
|      | 1    | 15       | 2013. január 21. | 2013. április 29. | FOX         | 2013. június 7.     | 2013. szeptember 13. | RTL Klub   |
|      | 2    | 15       | 2014. január 19. | 2014. április 28. | FOX         | 2014. augusztus 25. | 2014. december 1.    | RTL II     |
|      | 3    | 15       | 2015. március 2. | 2015. május 18.   | FOX         | 2015. december 12.  | 2016. február 6.     | RTL II     |

## 1. évad (2013)
| Sor. | Év. | Cím                                    | Rendező                       | Író                                                                     | Premier                                | Nézettség    |
| ---- | --- | -------------------------------------- | ----------------------------- | ----------------------------------------------------------------------- | -------------------------------------- | ------------ |
| 1.   | 1.  | A rémálom kezdete (Pilot)              | Marcos Siega                  | Kevin Williamson                                                        | 2013. január 21. 2013. június 7.       | 10,42 millió |
| 2.   | 2.  | Második fejezet (Chapter Two)          | Marcos Siega                  | Kevin Williamson                                                        | 2013. január 28. 2013. június 14.      | 10,10 millió |
| 3.   | 3.  | A költő tüze (The Poet's Fire)         | Liz Friedlander               | Adam Armus és Kay Foster                                                | 2013. február 4. 2013. június 21.      | 9,01 millió  |
| 4.   | 4.  | Őrült szerelem (Mad Love)              | Henry Bronchtein              | Történet: Andrew Wilder és Kevin Williamson Tévéjáték: Kevin Williamson | 2013. február 11. 2013. június 28.     | 8,79 millió  |
| 5.   | 5.  | Ostrom (The Siege)                     | Phil Abraham                  | Rebecca Dameron                                                         | 2013. február 18. 2013. július 5.      | 8,39 millió  |
| 6.   | 6.  | A bukás (The Fall)                     | Marcos Siega                  | Shintaro Shimosawa                                                      | 2013. február 25. 2013. július 12.     | 8,58 millió  |
| 7.   | 7.  | Hajtóvadászat (Let Me Go)              | Nick Gomez                    | Seamus Kevin Fahey                                                      | 2013. március 4. 2013. július 19.      | 8,81 millió  |
| 8.   | 8.  | Csapdában (Welcome Home)               | Joshua Butler                 | Amanda Kate Shuman                                                      | 2013. március 11. 2013. július 26.     | 8,15 millió  |
| 9.   | 9.  | A szerelem fáj (Love Hurts)            | Marcos Siega és Adam Davidson | Adam Armus és Kay Foster                                                | 2013. március 18. 2013. augusztus 2.   | 8,34 millió  |
| 10.  | 10. | Bűntudat (Guilt)                       | Joshua Butler                 | Kevin Williamson és Shintaro Shimosawa                                  | 2013. március 25. 2013. augusztus 9.   | 6,66 millió  |
| 11.  | 11. | Korbács és bűntudat (Whips and Regret) | Marcos Siega                  | Kevin Williamson és Rebecca Dameron                                     | 2013. április 1. 2013. augusztus 16.   | 6,57 millió  |
| 12.  | 12. | Az átok (The Curse)                    | David Von Ancken              | Seamus Kevin Fahey és Amanda Kate Shuman                                | 2013. április 8. 2013. augusztus 23.   | 6,30 millió  |
| 13.  | 13. | Az alku (Havenport)                    | Nicole Kassell                | David Wilcox és Vincent Angell                                          | 2013. április 15. 2013. augusztus 30.  | 6,36 millió  |
| 14.  | 14. | Közel a vég (The End is Near)          | Joshua Butler                 | Adam Armus és Kay Foster                                                | 2013. április 22. 2013. szeptember 6.  | 7,04 millió  |
| 15.  | 15. | Az utolsó fejezet (The Final Chapter)  | Marcos Siega                  | Kevin Williamson                                                        | 2013. április 29. 2013. szeptember 13. | 7,82 millió  |

## 2. évad (2014)
| Sor. | Év. | Cím                               | Rendező         | Író              | Premier                                | Nézettség    |
| ---- | --- | --------------------------------- | --------------- | ---------------- | -------------------------------------- | ------------ |
| 16.  | 1.  | Feltámadás (Resurrection)         | Marcos Siega    | Kevin Williamson | 2014. január 19. 2014. augusztus 25.   | 11,18 millió |
| 17.  | 2.  | Nincs kiszállás (For Joe)         | Joshua Butler   | Vincent Angell   | 2014. január 27. 2014. szeptember 1.   | 6,02 millió  |
| 18.  | 3.  | Bízz bennem! (Trust Me)           | Liz Friedlander | Alexi Hawley     | 2014. február 3. 2014. szeptember 8.   | 5,84 millió  |
| 19.  | 4.  | Családi ügy (Family Affair)       | Marcos Siega    | Brett Mahoney    | 2014. február 10. 2014. szeptember 15. | 4,76 millió  |
| 20.  | 5.  | Tükröződés (Reflection)           | Nicole Kassell  | Lizzie Mickery   | 2014. február 17. 2014. szeptember 22. | 5,19 millió  |
| 21.  | 6.  | Menekülés (Fly Away)              | Rob Seidenglanz | Dewayne Jones    | 2014. február 24. 2014. szeptember 29. | 4,61 millió  |
| 22.  | 7.  | Áldozatok (Sacrifice)             | Adam Davidson   | Scott Reynolds   | 2014. március 3. 2014. október 6.      | 5,16 millió  |
| 23.  | 8.  | A hírnök (The Messenger)          | Marcos Siega    | Alexi Hawley     | 2014. március 10. 2014. október 13.    | 4,86 millió  |
| 24.  | 9.  | Az álarc lehull (Unmasked)        | Nicole Kassell  | Vincent Angell   | 2014. március 17. 2014. október 20.    | 3,95 millió  |
| 25.  | 10. | Kedvenc tanítvány (Teacher's Pet) | Marcos Siega    | Brett Mahoney    | 2014. március 24. 2014. október 27.    | 4,07 millió  |
| 26.  | 11. | Szabadság (Freedom)               | Liz Friedlander | Dewayne Jones    | 2014. március 31. 2014. november 3.    | 4,17 millió  |
| 27.  | 12. | Árulás (Betrayal)                 | Marcos Siega    | Lizzie Mickery   | 2014. április 7. 2014. november 10.    | 4,41 millió  |
| 28.  | 13. | Az aratás (The Reaping)           | Joshua Butler   | Megan Martin     | 2014. április 14. 2014. november 17.   | 4,36 millió  |
| 29.  | 14. | Csend (Silence)                   | Steve Shill     | Scott Reynolds   | 2014. április 21. 2014. november 24.   | 4,42 millió  |
| 30.  | 15. | Bocsáss meg! (Forgive)            | Marcos Siega    | Kevin Williamson | 2014. április 28. 2014. december 1.    | 4,81 millió  |

## 3. évad (2015)
| Sor. | Év. | Cím                                     | Rendező         | Író                             | Premier                              | Nézettség   |
| ---- | --- | --------------------------------------- | --------------- | ------------------------------- | ------------------------------------ | ----------- |
| 31.  | 1.  | Vérfrissítés (New Blood)                | Marcos Siega    | Alexi Hawley és Brett Mahoney   | 2015. március 2. 2015. december 12.  | 4,86 millió |
| 32.  | 2.  | Elrabolva (Boxed In)                    | Rob Seidenglanz | Barry O'Brien                   | 2015. március 9. 2015. december 12.  | 3,51 millió |
| 33.  | 3.  | Interjú a mártírral (Exposed)           | Gary Love       | Brynn Malone                    | 2015. március 16. 2015. december 19. | 3,53 millió |
| 34.  | 4.  | Otthontalanul (Home)                    | Nicole Kassell  | Jeff Eckerle és Marilyn Osborn  | 2015. március 23. 2015. december 19. | 3,93 millió |
| 35.  | 5.  | Száműzöttek (A Hostile Witness)         | Marcos Siega    | Michael McGrale                 | 2015. március 23. 2016. január 2.    | 3,75 millió |
| 36.  | 6.  | A mester és tanítványa (Reunion)        | Mary Harron     | Brett Mahoney                   | 2015. március 30. 2016. január 2.    | 3,28 millió |
| 37.  | 7.  | A vadászat (The Hunt)                   | Sylvain White   | Liz Sczudlo                     | 2015. április 6. 2016. január 9.     | 2,95 millió |
| 38.  | 8.  | Hús és vér (Flesh & Blood)              | Marcos Siega    | Mary Leah Sutton                | 2015. április 13. 2016. január 9.    | 3,46 millió |
| 39.  | 9.  | A halál árnyékában (Kill the Messenger) | David Tuttman   | Barry O'Brien                   | 2015. április 20. 2016. január 16.   | 3,41 millió |
| 40.  | 10. | Túszjátszma (Evermore)                  | David McWhirter | Alexi Hawley                    | 2015. április 27. 2016. január 16.   | 3,46 millió |
| 41.  | 11. | Démonok (Demons)                        | Marcos Siega    | Dave Johnson                    | 2015. május 4. 2016. január 23.      | 3,22 millió |
| 42.  | 12. | Mindenki valakié (The Edge)             | Nicole Kassell  | Jeff Eckerle és Marilyn Osborn  | 2015. május 11. 2016. január 23.     | 3,21 millió |
| 43.  | 13. | Halálos alku (A Simple Trade)           | Marcos Siega    | Liz Sczudlo és Mary Leah Sutton | 2015. május 11. 2016. január 30.     | 3,07 millió |
| 44.  | 14. | Élve vagy halva (Dead or Alive)         | Rob Seidenglanz | Brynn Malone és Michael McGrale | 2015. május 18. 2016. január 30.     | 3,13 millió |
| 45.  | 15. | Halálnak halálával (The Reckoning)      | Marcos Siega    | Brynn Malone és Alexi Hawley    | 2015. május 18. 2016. február 6.     | 3,05 millió |